# VEB Deutsche Schallplatten
VEB Deutsche Schallplatten var det enda skivbolaget i DDR. Det statliga bolaget, ett folkägt företag, hade monopol och gav under olika varumärken ut musik i DDR fram till 1990.

## Märken
- Amiga
- Litera
- Eterna
- Nova
- Aurora
- Schola